# سرحد (فیلم ۱۹۸۷)
سرحد (نام انگلیسی: Checkpoint) نام فیلمی درام ساختهٔ پرویز صیاد پس از انقلاب ۱۳۵۷ ایران است.  این فیلم دومین اثر پرویز صیاد در خارج از ایران و آخرین ساختهٔ سینمایی او به شمار می‌رود.

## خلاصهٔ داستان
موضوع این فیلم که از یک اتفاق واقعی نشأت گرفته، داستان دانشجویان ایرانی با پیشینه‌های فکری و اعتقادی مختلف است که در یک تور آخر هفته در زمان اشغال سفارت آمریکا در تهران از دیترویت به وینزر در کانادا رفته‌اند. در زمان برگشت از کانادا، روادید این دانشجویان برای برگشت به خاک امریکا معلق شده، اجازهٔ رد شدن از مرز پیدا نمی‌کنند. این موضوع باعث درگیری میان آن‌ها در اتوبوس می‌شود. 

## دربارهٔ فیلم
پرویز صیاد موفق شد پس از چهار سال با درآمدهای حاصل از فرستاده، این فیلم را بسازد. اما این فیلم نتوانست موفقیت فرستاده را کسب کند و به پایان راه صیاد در سینما تبدیل شد. از نظر صیاد فیلم‌های این‌چنینی که با بودجه‌های اندک و مستقل تهیه می شدند توانایی نمایش در سینماهای زنجیره‌ای را نداشتند و باید منتظر خودنمایی در جشنواره‌های مطرح سینمایی و مراکز معتبر فرهنگی می‌ماندند تا پس از آن توسط رسانه‌های مختلف خریداری شوند. از نظر صیاد پس از فرمان ارتداد و دستور قتل سلمان رشدی توسط سید روح‌الله خمینی، رهبر ایران، جشنواره‌های سینمایی در مورد فیلم‌هایی که به توصیف و انتقاد از بنیادگرایی اسلامی و اسلام افراطی می‌پرداخت دچار حساسیت و ترس شده و شدیداً محافظ‌کار گشته بودند. در نتیجه، از نمایش فیلم سرحد خودداری کردند. از طرفی اکثر جشنواره‌های مطرح سینمایی به نوعی با وزارت ارشاد اسلامی ایران و بنگاه سینمایی فارابی کنار آمده بودند و فیلم‌هایی در مخالفت با جمهوری اسلامی را پخش نمی‌کردند. 